# La Muga Caula
La Muga Caula es una trobada de poesia d'acció i performance que s'hi fa a Les Escaules.
Les Escaules Destaca pel seu nucli històric compacte i les restes arquitectòniques medievals que s'hi troben. Es troba prop de la riba dreta del riu Muga, sobre un turó i prop del torrent de la Caula, que forma el magnífic Salt de la Caula i les gorgues de la Caula. Cada any, s'hi fa una trobada de poesia d'acció i performance anomenada "La Muga Caula".
Una trobada internacional de poesia d'acció i performance, commemorant una visita de Marcel Duchamp al Salt de la Caula, aquesta visita va quedar documentada en una fotografia. Des de llavores la Muga Caula ha esdevingut un punt de trobada i d'intercanvi artístic. Les activitats començaran el divendres i s'allargaran fins al diumenge al matí, hi trobareu un munt d'artistes que ens mostraran el resultat de les seves recerques.